# Camorino
Camorino es una comuna suiza del cantón del Tesino, localizada en el distrito de Bellinzona, círculo de Giubiasco. Limita al norte con la comuna de Giubiasco, al este con Pianezzo, al sureste con la Comunanza Monteceneri/Cadenazzo, al sur con Isone, y al occidente con Sant'Antonino.